# Listă de filme românești/T
Aceasta este o listă de filme românești (artistice, de animație și documentare) care încep cu litera T:

## a
- Tache (2009)
- Taina jocului de cuburi (1989)
- Take, Ianke și Cadâr  (1976) (Teatru)
- Take, Ianke și Cadâr (film) (2001) (Teatru)
- Tamara Buciuceanu-Botez - Momente de Aur (2005) (TV)
- Tancul (2003)
- Tandrețea lăcustelor (2002) (TV)
- Tată de duminică (1974)
- Tatăl (2005) (Teatru)
- Tatăl risipitor (1973)

## ă
- Tăbăcarii  (1963)
- Tăierea rapidă a metalelor (1951)
- Tănase Scatiu (1976)

## e
- Teatru Descompus (1993) (Teatru)
- Teatrul cel Mare (film) (1979)
- Teen Knight (1998)
- Teen Sorcery (1999)
- Teenage Space Vampires (1998)
- Telefon în străinătate (1998) (Scurt metraj)
- Telefonul (1958)
- Telefonul (1992)
- Telegrame (1959)
- Televiziune - Ce va fi mâine (1930)
- Tema 13: Bătrânețea (1983)
- Temă cu variațiuni (1964)
- Temerarii de la scara 2 (1988)
- Temperamente (1972)
- Tensiune înaltă la Bechet (1967)
- Terente - regele bălților (1995)
- Terminus paradis (1998)
- Termometrul are febră (1957)

## h
- Thalassa, Thalassa  (1994)
- Theodor Aman (film) (1956)

## i
- Ticăloșii (2007)
- Timpul care-ți aparține (1969)
- Timpul liber (1993)
- Tinerețe fără bătrânețe (1968)
- Tinere talente (1954)
- Tineretul României Socialiste (1985)
- Tinerețe frântă (1989)
- Titanic vals (1964)
- Titanic vals (1970) (Teatru)
- Titanic vals (1992) (Teatru)

## o
- Toamna bobocilor (1975)
- Toamna în deltă  (1951)
- Toamna se numără... (1961)
- Toate apele duc la Ciunget (1972)
- Toate pînzele sus (TV)
- Toma Caragiu - Momente de aur (2004) (TV)
- Totul pentru fotbal (1978)
- Totul se plătește (1986)
- Tovarășe  (1971)

## r
- Tradiții (1967)
- Trafic (2004) (Scurt metraj)
- Trandafirul galben (1982)
- Trandafirul și coroana (1996) (Teatru)
- Transfăgărășanul (1975)
- Transfer de Personalitate (1996) (Teatru TV)
- Trădător fără voie (1913)
- Trecătoarele iubiri (1974)
- Trei frați de belea (2006)
- Trei jocuri românești (1958)
- Trei mere (1979)
- Trei scrisori secrete (1974)
- Trei strigăte pe Bistrița (1962)
- Trei surori (1993) (Teatru TV)
- Trei zile și trei nopți (1976)
- Tren de plăcere (1979) (Teatru TV)
- Trenul de aur (1986)
- Trenul fantomă (1933)
- Trenul foamei (2010)
- Trepte pe cer (1977)
- Tridentul nu răspunde (1980)
- Trip (2009)
- Triptik (2002)
- Triunghiul de foc (1971)
- Triunghiul morții (1999)
- Troienele (1967) (Teatru TV)

## u
- Tu ne marcheras jamais seul (2001)
- Tu, cea mai sfântă dintre toate... (2002)
- Tudor (1962)
- Tufă de Veneția (1977)
- Tunelul (1966)
- Tunelul de la capătul tunelului (1998)
- Tunul de lemn (1986)
- Turneul de juniori (1962)
- Turnu-Severin și împrejurimile (1927)
- Turnul din Pisa (2002)
- Tusea și junghiul (1992)